# Поттавотоми (округ, Оклахома)
Округ Поттавотоми (англ. Pottawatomie County) располагается в штате Оклахома, США. Официально образован в 1891 году. По состоянию на 2013 год, численность населения составляла 71 158 человек.

## География
По данным Бюро переписи США, общая площадь округа равняется 2055,000 км2, из которых 2040,000 км2 суша и 14,000 км2 или 0,000 % это водоёмы.

## Население
По данным переписи населения 2010 года в округе проживает 69 442 жителей в составе 25 911 домашних хозяйств и 18 227 семей. Плотность населения составляет 34,00 человек на км2. На территории округа насчитывается 29 139 жилых строений, при плотности застройки около 14,00-ти строений на км2. Расовый состав населения: белые — 76,30 %, афроамериканцы — 2,90 %, коренные американцы (индейцы) — 12,90 %, азиаты — 0,60 %, гавайцы — 0,10 %, представители других рас — 0,10 %, представители двух или более рас — 6,30 %. Испаноязычные составляли 4,00 % населения независимо от расы.
В составе 34.5% из общего числа домашних хозяйств проживают дети в возрасте до 18 лет, 51.9% домашних хозяйств представляют собой супружеские пары проживающие вместе, 13.3%  домашних хозяйств представляют собой одиноких женщин без супруга, 5.1% — одиноких мужчин без супруги. Средний размер домашнего хозяйства составляет 2,56 человека, и средний размер семьи 3,04 человека.
Возрастной состав округа: 25,00 % моложе 18 лет, 10,20 % от 18 до 24, 24,60 % от 25 до 44, 25,90 % от 45 до 64 и 25,90 % от 65 и старше. Средний возраст жителя округа 37 лет. На каждые 100 женщин приходится 92,10 мужчин. На каждые 100 женщин старше 18 лет приходится 88,00 мужчин.
Средний доход на домохозяйство в округе составлял 41 332 USD, на семью — 50 399 USD. Среднестатистический заработок мужчины был 39 580 USD против 27 495 USD для женщины. Доход на душу населения составлял 20 700 USD. Около 14,00 % семей и 18,00 % общего населения находились ниже черты бедности, в том числе — 26,40 % молодёжи (тех, кому ещё не исполнилось 18 лет) и 10,30 % тех, кому было уже больше 65 лет.